# Świadkowie Jehowy w Lesotho
Świadkowie Jehowy w Lesotho – społeczność wyznaniowa w Lesotho, należąca do ogólnoświatowej wspólnoty Świadków Jehowy, licząca w 2023 roku 4222 głosicieli, należących do 81 zborów. Na dorocznej uroczystości Wieczerzy Pańskiej w 2023 roku zgromadziło się 10 221 osób. Działalność miejscowych głosicieli koordynuje południowoafrykańskie Biuro Oddziału w Krugersdorp. Biuro Krajowe znajduje się w stolicy Lesotho, w Maseru.

## Historia
W 1925 roku na teren obecnego Lesotho dotarli głosiciele z dzisiejszej Południowej Afryki i rozpoczęli działalność kaznodziejską.
W 1951 roku na terenie Lesotho liczba głosicieli wyniosła 63 osoby w 5 małych zborach. Dwa lata później w działalności kaznodziejskiej brało udział 113 głosicieli.
W 1972 roku na zebrania zborowe w Maseru przychodziło ponad 200 osób. Powstała pierwsza w tym kraju Sala Królestwa na 250 miejsc.
W dniach od 3 do 7 stycznia 1979 roku w Maseru odbył się kongres pod hasłem „Zwycięska wiara”. W 1979 roku osiągnięto liczbę 571 Świadków Jehowy, a w kwietniu 1988 roku zanotowano liczbę 1078 głosicieli.
W 1994 roku w Maseru wybudowano Salę Królestwa i dom misjonarski. Wydano też Chrześcijańskie Pisma Greckie w Przekładzie Nowego Świata w języku sotho, a w 2000 roku całe Pismo Święte w Przekładzie Nowego Świata w tym języku (do roku 2022 wydrukowano ponad 138 000 egzemplarzy).
W roku 2002 Świadkom Jehowy mieszkającym w rejonach dotkniętych klęską głodu dostarczono kukurydzę i inne niezbędne artykuły.
W 2007 roku liczba głosicieli wynosiła 3378. Rok później zanotowano liczbę 3555 głosicieli, a na uroczystości Pamiątki zebrały się 9153 osoby. W 2011 roku w kraju działało 3817 głosicieli, a na Wieczerzy Pańskiej (Pamiątce) zebrało się 9520 osób. W 2014 roku osiągnięto liczbę 4122 głosicieli, a w 2020 roku – 4312.
25 czerwca 2022 roku Kenneth Cook członek Ciała Kierowniczego ogłosił wydanie zrewidowanej wersji Przekładu Nowego Świata w języku soto (Lesotho). Językiem tym posługuje się ponad 3900 głosicieli w 82 zborach w Lesotho.
Zebrania zborowe odbywają się w języku angielskim i sotho, a kongresy w j. sotho.